# Сражение при Сарыкамыше (1920)
Битва при Сарыкамыше (арм. Սարիղամիշի ճակատամարտ, тур. Sarıkamış Muharebesi) — бои между войсками Первой Республики Армения и войсками Восточного фронта армии Великого Национального Собрания Турции, которые произошли 24 — 29 сентября 1920 года в районе Сарыкамыша. 

## Предыстория
По Севрскому мирному договору 1920 года к Армении отходили Ванский, Битлисский, часть Эрзурумского и Трапезундского вилайетов бывшей Османской империи.
9 июня 1920 года правительство Великого Национального Собрания Турции двинуло свои войска к армянской границе. 18 июня армянские отряды заняли Олту. Назревавший конфликт попыталось предотвратить своим посредничеством правительство РСФСР, но не смогло это сделать. 24 сентября Армения объявила войну Турции и её войска инициировали несколько наступлений на турецкие войска в районе Олту — Сарыкамыш.

## Ход боёв
В ночь с 23 на 24 сентября (по другим данным, ещё 22 сентября) армянский Сарыкамышский отряд численностью не менее 800 человек при поддержке девяти пулемётов начали атаку на турецкие укрепления в Бардусе (совр. Шенкая) и сбил турок с высот. Атака была отбита подошедшими турецкими резервами и стоила армянам 47 убитых и нескольких раненых. Кроме того, турки захватили два пулемёта и боеприпасы. В ходе атаки турки потеряли восемь человек убитыми и десять ранеными. Армянскиий отряд был вынужден отойти к Бегли-Ахмету, куда был сосредоточен весь Карсский отряд. 
В 3:00 утра 28 сентября турецкие войска перешли в контрнаступление и, обладая значительным превосходством сил (четыре дивизии XV армейского корпуса) на главных направлениях наступления, сумели в течение нескольких дней сломить сопротивление армянских войск и занять Сарыкамыш, Кагызман (29 сентября), Мерденек (30 сентября) и выйти к Ыгдыру. Оставшиеся армянские силы к 30 сентября отошли на линию Кётек — Селим — Гёле.